# Sucrea maculata
Sucrea maculata är en gräsart som beskrevs av Thomas Robert Soderstrom. Sucrea maculata ingår i släktet Sucrea och familjen gräs. Inga underarter finns listade i Catalogue of Life.